# 2024年10月北韓指控南韓無人機侵入領空事件
2024年10月北韓指控南韓無人機侵入領空事件是指2024年10月間，朝鮮政府指控韓國政府分別在10月3日、10月9日及10月10日深夜將無人機飛入平壤市中區上空，空投了大量反朝政治黑色宣傳傳單，進行軍事挑釁的事件，此事件最終導致位於朝鮮民主主義人民共和國的京義線及東海線遭到炸毀，進一步使韓朝雙方關係惡化，造成朝鲜半岛局勢緊張。朝鮮政府事後向國際民航組織申請介入調查，但因沒有確鑿證據而遭國際民航組織一致決定不採納北韓政府的主張且不接受相關調查請求。尹錫悅政府在同年宣布的戒嚴事件的事後調查之中，被指透過此事件誘導朝鮮政府攻擊韓國未遂。

## 事件背景
一直以來，韓國和朝鮮政府都反對持續進行的氣球宣傳活動。韓國政府顧慮到言論自由，從來沒果斷干涉活動人士放飛氣球，但卻採取一些措施，包括禁止使用船隻放飛氣球，大大減少飛入朝鮮的宣傳單張數量。另一方面，自陽光政策頒佈後，兩國政府減少組織心理戰，但緊張局面之後再度出現。2016年至2017年，朝鮮曾陸續向韓國空投1000顆宣傳氣球作出反制，但自北韓宣佈放棄統一以來，北韓對南韓的氣球宣傳運動反感程度與日俱增，並將南韓投放至北韓境內的宣傳物品稱爲「骯髒物品」，亦稱是「卑鄙的攻心戰陰謀」。為反制南韓的氣球宣傳運動，北韓國防省副相金剛日宣稱將在北韓與南韓的邊境與縱深區域投放數量可觀的廢紙與垃圾，其目的是「讓南韓體會到將這些廢紙與垃圾清除，是一件勞民傷財的事情」。

## 事件過程
2024年10月11日，朝鮮民主主義人民共和國外務省發表重要談話抨擊大韓民國指該國政府分別在10月3日、10月9日及10月10日深夜將無人機飛入平壤市中區上空，空投了大量反朝政治黑色宣傳傳單，進行軍事挑釁。韓國政府獲悉朝方的不滿後，韓國國防部部長金龙显出席國會針對軍事法院進行的國政監查會就相關提問表示，韓軍未向朝方滲透無人機，聯合參謀本部亦表示將確認是否為民間組織所為。隨後，朝鲜劳动党中央委员会副部長金與正發表談話指韓國政府稱尚未搞清楚有關情況「軍方沒有向北韓派過無人機」、「要確認是不是民間團體的所爲」是急於推卸其責任的言論，並指若在平壤再現南韓無人機將予以報復。朝鮮國防省就韓國國防部立場回應指其对此次事态持不否认也不承认的模糊态度，並對民間團體是否有設備能使無人機飛越平壤感到遲疑。之後，金與正就韓國派無人機飛至朝鮮再次發表談話稱「韓國政府就是罪魁禍首，美國政府應負相關責任」。
金與正隨後於15日再次發表談話指「其有足夠證據無人機飛行為韓國所為，並要韓國付出慘痛的代價」，韓國聯合參謀本部在同日向媒體發送訊息證實朝鮮在同日中午炸毀京義線及東海線在軍事分界線以北的部分區間。

## 事件調查

朝鮮政府透過朝鮮媒體發布墜毀在平壤之無人機照片。

TV獨家報導指有一民間組織試圖使用無人機散發傳單；根據北韓公布無人機投放的傳單內容，上方寫著「只想中飽私囊的金正恩」、加上金正恩戴著疑為瑞士萬國錶及其女兒金主愛身穿法國精品迪奧大衣的照片，並比較南韓與北韓民眾的年收分別能購買的白米與玉米量，且傳單最下方寫著「北韓經濟狀況宛如地獄」。自由北韓運動聯盟表示他們在今年沒有發射無人機，對此不承擔任何責任。韓國統一協進會表示他們沒有聽說過脫北者團體散發此類傳單；韓國國家人權委員會非執行委員、北韓人權促進中心代表李韓炳進一步指出，這些傳單沒有連同KPOP、韓劇附隨在USB隨身碟內一同發送是很不自然的。
韓國軍事研究所安全戰略部主任金烈洙指出此次無人機採用黄貂鱼支援机翼，類似於中華人民共和國製造的SKY-09高原型无人机且似乎與2014年墜毀在郁陵島和坡州的朝鮮無人機相同，很難將其視為民間組織使用的無人機，其又與武裝部隊發佈的無人機相去甚遠。延世大學前教授、韓國外交部前第一副部長崔鍾根則稱此無人機可能是從中華人民共和國領土發射的。朝鮮政府為釐清是否與中國行動有關，下令國家保衛省會同平安北道及其他省級邊境地區的保衛局調查與中華人民共和國有業務往來的所有單位的幹部。
统一研究院朝鲜研究室长洪珉指出一般民眾難有能力使無人機從坡州市行駛至平壤市直線約150公里的距離，飛越平壤的無人機實質上與無人機作戰司令部用於遠端偵察的小型無人機的型號及規格相同。梨花女子大學朝鮮研究系教授朴元坤則表示一般的無人機因為機身比較小，很少直接顯示在雷達上，所以可以低程度的達到滲透的目的。對於進入平壤的無人機，南韓國民力量籍國會議員庾龙源就北韓公布以热像监视设备辨識的無人機照片，分析出其与韩国无人机作战司令部的无人机机翼形状虽有相似，但机翼后方的机身比例更短，並有3D列印的印刷痕迹。直至2024年韓國戒嚴發生後，洪珉提供此前沒被公開過的三項證據，指「一般民眾的無人機在飛行至軍事分界線的過程中，怎麼可能不會被韓國軍方偵察到？」
朝鮮国防省和国家保卫省在19日公布13日所發現墜毀的無人機照片及調查報告，指該無人機是韩国无人机作战司令部装备的「远程侦察用小型无人机」，是韓國國軍日被搭载在车辆公之于众的无人机同一个机种，並推斷此无人机很可能是参加对平壤市中心的传单投放的无人机。俄羅斯駐朝鮮大使亞歷山大·馬采戈拉接受採訪稱「實際上在10月8日至9日晚上0時30分左右，有看見無人機在平壤市內上空飛行」。聯合參謀本部對此表示「北韓的單方面主張，不值得確認，也不值得回應」；韓国空军作戰司令部司令金亨洙在接受國會國防委員會質詢時表示經過軍方及其他政府單位的密集追蹤與分析，「沒有無人機越過韓國飛越朝鮮」。
國民力量籍國會議員庾龙源再次公布追加調查資料，表示雖然朝鮮政府鮮已經披露了類似韓國空軍所使用的的機形，但沒有披露任何分析數據如內部GPS導航系統記錄，況且國內外民用部門有許多具有相似形狀的無人機，「根據對比分析，公布的無人機很可能是朝鮮製造的複製品」。世宗研究所朝鮮半島策略中心主任鄭相昌則反駁稱「這不太可能是自導自演的鬧劇」，因為此事經過朝鮮領導人金正恩的辦公所在地而引起朝鮮政府高層震驚，更因如此才會罕見地出現在的朝鮮媒體的頭版中以凸顯朝鮮政府對此事的重視程度
朝鮮政府在10月28日公布無人機最終調查報告，指無人機在10月8日23時25分30秒從白翎島起飛，經過黃海南道長淵郡和椒島周邊海域飛抵南漕鴨島周邊海上後變更航線，於翌日1時32分8秒抵達朝鮮外務省大樓和勝利地鐵站上空，並在1時35分11秒於朝鮮國防省大樓上空空投了政治黑色傳單；經過調查，該無人機自2023年6月5日至2024年10月8日之間共有238個飛行計劃和記錄，除了10月8日的飛行紀錄外，其餘都在韓國境內。朝鮮勞動黨中央委員會副部長金與正對此發表談話稱「韓國軍隊在沒有我們的報告而不予回應是因為他們覺得無人機來自韓國是假設的情況，但我真想看看若這種情況實際發生時會作何反應」。韩国联合参谋本部公报室室长李诚俊於同日在例行記者會上表示“来自白翎岛的无人机”是朝鲜单方面的主张，不值得确认，也不值得回应，並另就「金與正發表談話暗示報復」進行回應，指「若朝鮮無人機滲透到南韓境內，韓軍將採取相應措施，全力保護國民生命與財產安全」。
韓國政府最終在2025年2月10日表示已經接獲朝鮮政府透過國際民航組織就此次事件聲請介入調查是否違反《芝加哥公約》第8條之規定，並表示韓國政府已就朝鮮政府的聲請研擬應對方案。國際民航組織理事會在同年4月1日召開閉門會議就此案進行審議，朝鮮政府以視訊方式參與此次會議並未派任代表至現場，經36個成員國審議認為朝鮮政府沒有確鑿證據，因此一致決定不採納朝鮮政府的主張且不接受相關調查請求。
2025年7月22日有南韓軍方人士向韓聯社提供資料，曝光金龍顯違背聯合參謀本部意願下達向平壤投放無人機的指令，聯合參謀本部在被迫使的狀況下接受並執行金龍顯的指令。此人士亦表示，在北韓政府將南韓無人機滲透事件公之於衆後，金龍顯仍表示繼續對北韓投放無人機，在聯合參謀本部的反對下金龍顯改對南浦市投放無人機。韓聯社推測當時聯合參謀本部議長金明秀和聯合參謀本部作戰本部長李承五認爲，若南韓對北韓投放無人機不僅會激怒北韓還有悖《朝鮮停戰協定》，因此表示反對。聯合參謀本部作戰本部長李承五在2025年7月17日對調查尹錫悅內亂罪的獨立檢查組表示，對北韓投放無人機是依照金龍顯的指示。

## 事後影響

### 失言爭議
韩国國家安保室室長申源湜於13日出演KBS電視台時事節目表示對朝鮮指控無人機飛越其上空此事是「故意引起韓國內部矛盾」，最好的處理方式就是「不予理會」；统一研究院朝鲜研究室长洪珉指出「从朝鲜的立场来看，无人机进入了金正恩所在的空域，这显然是违反停战协定的行为」，並抨擊韓國政府持續作出侮辱金正恩政權的發言，反而給了朝鮮反擊的空間。

### 國際反應
駐韓美軍在10月14日宣布在軍事分界線附近的AH-64射擊演習已完全正常化，為時隔6年再起演習；美国印度洋-太平洋司令部司令塞缪尔·帕帕罗則在朝鮮聲稱韓國無人機飛越平壤後，緊急視察板門店；聯合國軍司令部在朝鮮通報無人機飛越平壤上空後，稱將根據《朝鮮停戰協定》嚴格調查此事。俄羅斯外交部則在10月14日發表言論附和朝鮮政府主張，稱「派遣無人機飛至平壤散佈反朝傳單」是侵犯朝鮮主權和干涉其內政的行為

### 民間反應
韓國祖國革新黨成員、朝鮮問題專家金鎮香稱韓國軍方無法自行派出無人機，並指其應是韓美聯合軍司令部所派出，藉此抨擊尹錫悅政府對朝問題無能；韓國基督教總聯合會則發表聲明要求國防部披露事件的真相，並敦促雙方停止一切敵對行動和挑釁。

## 涉及2024年戒嚴陰謀
2024年韓國戒嚴發生後，JTBC在12月7日引述共同民主黨的調查進行獨家報導，指韓國國防部部長金龍顯為了提高對朝鮮的危機感，策畫國軍防諜司令部司令官呂寅亨執導此次事件導火索—無人機飛越朝鮮境內。在此篇報導發出後的翌日，無人機作戰司令部的倉庫便起火燃燒，直至2025年1月2日JTBC追蹤報導披露無人機作戰司令部文件，指飛越朝鮮的無人機是「由總統透過國家安保室」直接下達的作戰計畫；高級公職人員犯罪調查處最終在1月12日證實無人機作戰司令部銷毀內部數據，其相關證據之內容與尹錫悅政府企圖「利用北风」以證明宣佈戒嚴的合理性有關。
共同民主黨隨後再揭露呂寅亨所編寫之《戒严司-联合侦查本部运营参考资料》，指「在发生与朝鲜的武装冲突等危机时，为同时实行军事应对和内部治安控制，考虑『同时发布戒严与联合防卫命令』」，稱金龍顯指示聯合參謀本部「若朝鮮再空飄垃圾氣球至韓國，先進行警告射擊再攻击朝鲜放飞垃圾气球的地点」，但聯合參謀本部否認有接受到金龍顯的指令並表示「軍方有討論各種應變措施及方案」。在2024年韓國戒嚴的事後調查期間，韓國國軍情報司令部前司令官盧相元的筆記本載明「在北方界线诱导朝鲜发起攻击」，手册中还写有「垃圾气球」等字句遭質疑是否透過策划「利用北风」的作战计划，透過无人机渗透平壤、朝鲜垃圾气球原点打击挑起韩朝军事冲突以此为借口宣布紧急戒严，联合参谋本部對此反駁指「先進行警告射擊再攻击朝鲜放飞垃圾气球的地点」的「原點打擊」是因為內部討論遭到強烈反對才沒有執行。
延續JTBC公布的文件脈絡，還有另一架無人機在事件發生後的次日清晨4時22分於京畿道漣川郡臨津江旁邊的自行車道被發現，聯合參謀本部在沒有啟動正式聯合調查的情況下，自行回收了無人機，同時也沒有進行任何審批工作流程，而國軍防諜司令部及漣川警察署警衛和管轄旅的情報科長則參與了整個無人機回收的過程；事後韓國國會在調查「是否向北韓派過無人機」及「漣川無人機是否使雙邊關係升溫」等議題，向韓國警察廳索取當時的記錄及內容時，聯合參謀本部隨即向韓國警察廳傳達「禁止公開秘密事項」公文，遭國會議員尹建永批評韓國政府企圖隱藏相關案件重要線索與急於掩蓋事件真相。聯合參謀本部議長金明秀於1月14日出席國會「宣布紧急戒严发动内乱的真相的调查」特别委员会的會議，強調「戒嚴期間沒有所謂的『北風計劃』」，並反質詢稱「朝鲜的金正恩需要自己花钱确认的事情，我们为什么要自己给他做？」、「當時說『無法確認』的原因是在保护我们的秘密的情况下，给对方造成心理压力和混乱而获利的『纸牌游戏』一样的军事战略。如果有人在旁边告诉对方我的牌是什么，或者说要调查完后看到一切，就赢不了牌局。」
由於臨津江附近墜毀的無人機與在平壤被發現的無人機有極高的相似度引起議論，聯合參謀本部僅回應稱「有類似及相同之處」並表示「無法具體說明其相似之處」，SBS《想知道真相》引述韓國無人航空教育院院長徐一洙說法指平壤被發現的無人機與韓國國軍日亮相的無人機的外觀亦同。韓國媒體「PRESSIAN」延續SBS的節目內容，電話訪問統一部前部長丁世鉉，指當時朝鮮人民軍總參謀部向前線部隊下達同意射擊命令的態勢下，朝鮮若真的動武則會讓砲彈落在延坪島或京畿道北部陸地，屆時則會成為尹錫悅政府以外患為由宣布戒嚴的最佳時機點。
对于尹锡悦政府派出无人机侵入朝鲜领空、意图诱使朝方报复的嫌疑，韩国内乱特别检察组于2025年7月4日表示，正就尹锡悦可能犯下的外患罪进行调查。